# TBK1
La protéine TBK1, de l'anglais TANK-binding kinase 1, est une sérine/thréonine protéine kinase codée chez l'homme par le gène TBK1, situé sur le chromosome 12. Elle intervient principalement dans la réponse du système immunitaire inné aux infections virales, ainsi que dans la régulation de la prolifération cellulaire, de l'apoptose, de l'autophagie et de l'immunité antinéoplasique. Une régulation insuffisante de l'activité TBK1 conduit à des maladies auto-immunes ou neurodégénératives, voire à la cancérogenèse,.
La protéine TBK1 est une IκB kinase (en) (IKK) non canonique qui phosphoryle le facteur nucléaire κB (NF-κB). Elle partage une certaine homologie de séquence avec l'IKK canonique.
Le domaine kinase se trouve du côté N-terminal (région 9-309), suivi par le domaine de type ubiquitine (région 310-385). Le côté C-terminal est constitué de deux structures en superhélice (région 407-713) qui offrent une surface pour l'homodimérisation.
L'autophosphorylation (en) du résidu de sérine 172, qui requiert l'homodimérisation et l'ubiquitinylation des résidus de lysine 30 et 401, est nécessaire à l'activité kinase.